# Délai de carence
Pour les articles homonymes, voir Délai et Carence.
Le délai de carence est un terme de droit des obligations qui indique une période de latence.

## Droit des prestations sociales
Le délai de carence est la période qui s'écoule entre l'ouverture d'un droit et le versement des prestations correspondantes.

### Droit canadien
Par exemple, l'article 13 de la Loi sur l'assurance-emploi du Canada dispose que « Au cours d’une période de prestations, le prestataire n’est pas admissible au bénéfice des prestations tant qu’il ne s’est pas écoulé, à la suite de l’ouverture de cette période de prestations, un délai de carence d’une semaine de chômage pour laquelle des prestations devraient sans cela être versées ».

### Droit français
Pour la sécurité sociale française, en cas de maladie, les indemnités journalières pour un salarié de droit privé ne sont versées qu’à partir du quatrième jour d’arrêt de travail. En France, dans ce laps de temps, le salaire ou une partie du salaire peut être payé par l'employeur. De même, l'assurance chômage calcule également un délai de carence obligatoire avant le versement de l'allocation chômage. Il est de sept jours minimum.

### Droit suisse
Ce type de délai de carence pour l'assurance maladie est attesté dès 1900 en Suisse.

## Droit des assurances
Dans un contrat d’assurance, le délai de carence désigne le temps minimal qui doit s'être écoulé depuis le début de l'effet d'une police d'assurance avant de pouvoir bénéficier de la garantie qu'elle offre. Il s'agit d'une manière pour l'assureur de se protéger d'un assuré, qui sachant qu'un dommage est certain et imminent, souscrirait à une assurance pour s'en garantir.[réf. nécessaire]

### Droit des assurances français
Par exemple pour une complémentaire santé, la garantie du remboursement des appareils dentaires peut être refusée si le soin intervient dans les trois premiers mois de vie du contrat. Le délai de carence n’est pas au sens du code des assurances français considéré comme une exclusion et ne doit donc pas être en caractère gras et apparent.

### Droit des assurances québécois
En droit des assurances québécois, l'article 2347 du Code civil du Québec prévoit que « lorsque l’assurance couvre la perte de revenus occasionnée par l’invalidité et que le contrat stipule un délai de carence, le délai de 30 jours pour payer la première indemnité court à compter de l’expiration du délai de carence ».

## Droit du travail français
Dans le droit du travail français, la période de carence désigne le délai qui doit s'écouler après un contrat de travail à durée déterminée (CDD) avant de pouvoir réembaucher un salarié en CDD sur ce même poste. Pour un CDD d'une durée supérieure à 14 jours, la période de carence est égale au tiers de la durée totale du contrat précédent, incluant, le cas échéant, son ou ses deux renouvellements.